# Metachroma angusticolle
Metachroma angusticolle är en skalbaggsart som beskrevs av Blake 1973. Metachroma angusticolle ingår i släktet Metachroma och familjen bladbaggar. Inga underarter finns listade i Catalogue of Life.